# Закон Украины «Об обеспечении прав и свобод граждан и правовом режиме на временно оккупированной территории Украины»
Закон Украины «Об обеспечении прав и свобод граждан и правовом режиме на временно оккупированной территории Украины» (укр. «Про забезпечення прав і свобод громадян та правовий режим на тимчасово окупованій території України»; номер — № 1207-VII) — закон, принятый Верховной радой Украины 15 апреля 2014 года и регулирующий статус неподконтрольных Украине территорий («временно оккупированной территории Украины») в украинском законодательстве, которое, согласно документу, продолжает на них действовать. Документ устанавливает особый правовой режим на этой территории, определяет особенности деятельности государственных органов и органов местного самоуправления, предприятий, учреждений и организаций, а также соблюдения и защиты прав и свобод человека и юридических лиц.
Принятый в ответ на аннексию Крыма Российской Федерацией закон объявил территорией, «временно оккупированной в результате вооруженной агрессии Российской Федерации» сухопутную территорию Автономной Республики Крым и города Севастополя, а также воздушное пространство над ними, внутренние и территориальные воды вокруг Крымского полуострова, включая подводное пространство. В 2018 году положения документа были в основном распространены и на территории Донецкой и Луганской областей, которые в ходе вооружённого конфликта на востоке Украины оказались под контролем самопровозглашённых ДНР и ЛНР.

## История принятия законопроекта
Законопроект № 4473-1 «Об обеспечении прав и свобод граждан на временно оккупированной территории Украины» был внесён в Верховную раду Украины народным депутатом Сергеем Соболевым 18 марта 2014 года. В то же время в Раду были внесены и другие законопроекты по Крыму — № 4473 авторства Юрия Деревянко и № 4497 авторства Олега Ляшко.

### Первое чтение законопроекта
Первое чтение законопроекта № 4473-1 состоялось 20 марта 2014 года. За законопроект в первом чтении проголосовали 276 из 308 присутствовавших на заседании депутатов. После рассмотрения в первом чтении законопроект № 4473-1 принят за основу с новым названием. Согласно законопроекту, для граждан Украины, иностранцев и лиц без гражданства въезд на временно оккупированную территорию и выезд с неё допускается только по специальному разрешению и через пункты въезда-выезда в порядке, установленном кабинетом министров Украины, а нарушение этого порядка предлагалось карать тюремным заключением на срок от 3 до 9 лет. Законопроект запрещал ведение «на временно оккупированной территории» любой хозяйственной деятельности, если она подлежит государственному регулированию, а также ввоз или вывоз товаров военного и двойного назначения, организацию любого транспортного сообщения, использование природных, финансовых, кредитных ресурсов и осуществление денежных переводов. Любая коллаборационистская деятельность, заключающаяся в «умышленном, добровольном сотрудничестве в любой форме с оккупационным государством или его представителями в ущерб государственным интересам Украины», считалась государственной изменой и могла караться заключением на срок до 15 лет.
| Фракция | Фракция                        | За  | Против | Воздержались | Не голосовали | Отсутствовали |
| ------- | ------------------------------ | --- | ------ | ------------ | ------------- | ------------- |
|         | Партия регионов                | 31  | 0      | 0            | 5             | 84            |
|         | ВО «Батькивщина»               | 76  | 0      | 0            | 3             | 3             |
|         | УДАР                           | 34  | 0      | 0            | 1             | 6             |
|         | Суверенная европейская Украина | 31  | 0      | 0            | 3             | 2             |
|         | ВО «Свобода»                   | 32  | 0      | 0            | 0             | 1             |
|         | Компартия Украины              | 0   | 0      | 0            | 15            | 17            |
|         | «Экономическое развитие»       | 32  | 0      | 0            | 3             | 1             |
|         | Внефракционные                 | 40  | 0      | 0            | 2             | 17            |
| Всего   | Всего                          | 276 | 0      | 0            | 32            | 131           |

### Последующая доработка и второе чтение
24 марта 2014 года состоялось заседание Комитета Верховной рады по правам человека, национальных меньшинств и межнациональных отношений с участием представителей общественности, органов исполнительной власти, а также крымчан, покинувших республику после присоединения к России. На заседании Комитета было принято решение создать рабочую группу с участием депутатов, общественности и представителей министерства при Комитете, которая должна была заняться подготовкой законопроекта ко второму чтению.
По словам председателя Комитета Валерия Пацкана, к 24 марта в законопроект было внесено уже более 200 поправок. В частности, доработанная версия законопроекта более не предусматривала уголовной ответственности за коллаборационистскую деятельность, которая присутствовала во время обсуждения законопроекта в первом чтении.
Второе чтение законопроекта состоялось 15 апреля 2014 года, на котором за принятие закона проголосовали 228 народных депутатов Украины.
| Фракция | Фракция                        | За  | Против | Воздержались | Не голосовали | Отсутствовали |
| ------- | ------------------------------ | --- | ------ | ------------ | ------------- | ------------- |
|         | Партия регионов                | 1   | 0      | 0            | 27            | 77            |
|         | ВО «Батькивщина»               | 75  | 0      | 0            | 5             | 8             |
|         | УДАР                           | 33  | 0      | 0            | 1             | 7             |
|         | Суверенная европейская Украина | 29  | 0      | 0            | 1             | 6             |
|         | ВО «Свобода»                   | 33  | 0      | 0            | 1             | 1             |
|         | Компартия Украины              | 0   | 0      | 0            | 0             | 33            |
|         | «Экономическое развитие»       | 27  | 0      | 0            | 1             | 8             |
|         | Внефракционные                 | 30  | 0      | 1            | 8             | 33            |
| Всего   | Всего                          | 228 | 0      | 1            | 44            | 173           |

Народными депутатами было принято решение поручить соответствующим службам технико-юридическую доработку закона при подготовке его к подписанию Председателем Верховной рады Украины.

## Содержание закона

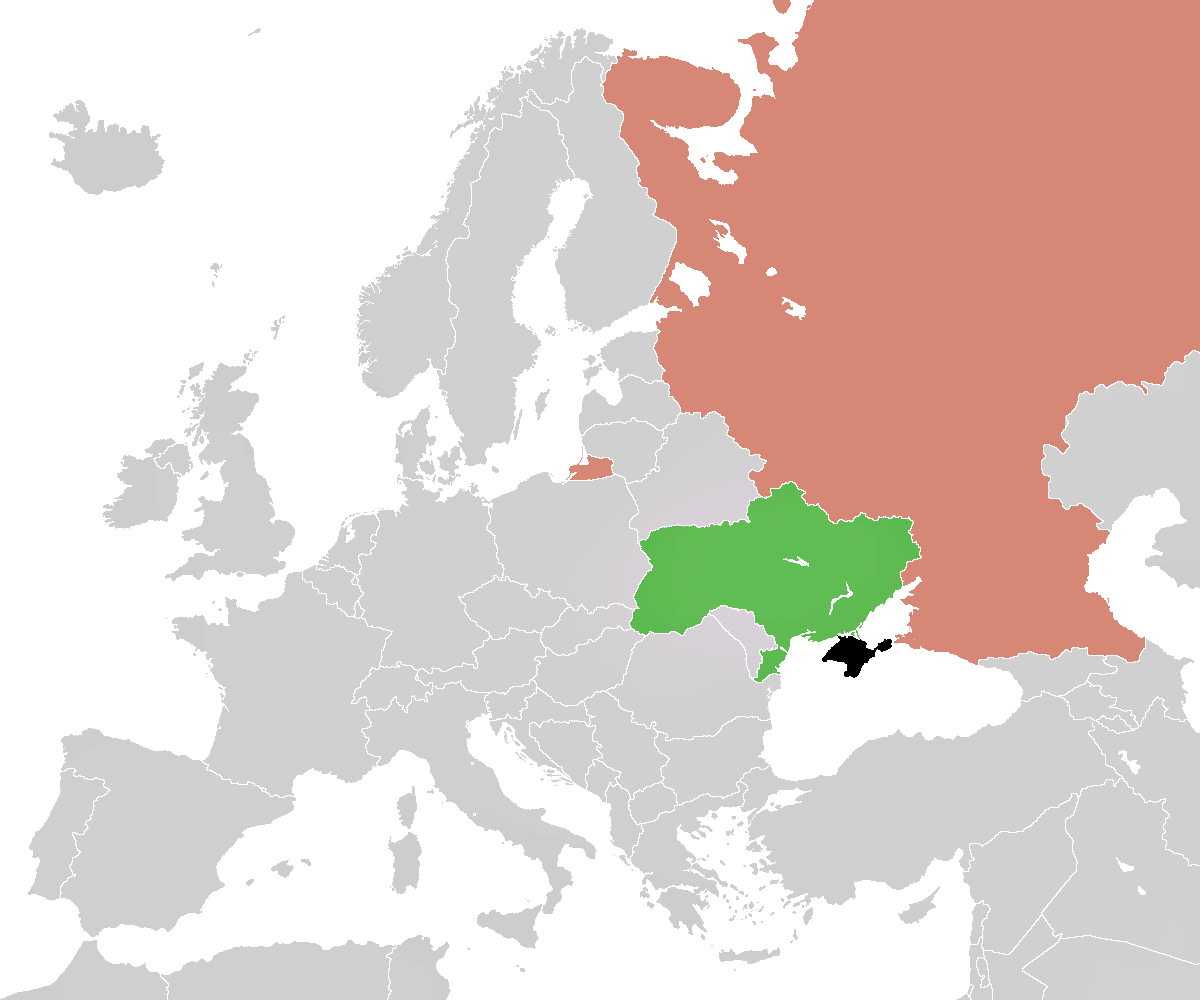
Крымский полуостров
Украина (без спорной территории)
Россия (без спорной территории)

### Основные положения закона
Согласно закону, Крымский полуостров объявляется неотъемлемой частью территории Украины, на которую распространяется украинское законодательство. Также на этой территории запрещается деятельность органов или должностных лиц, созданных (назначенных или избранных) в порядке, противоречащем Конституции и законам Украины. Все решения и акты таких органов и должностных лиц признаются незаконными и не имеющими силы.
Закон возлагает всю ответственность за нарушение прав человека в Крыму возмещение всевозможного материального и морального вреда, причинённого юридическим и физическим лицам, общественным объединениям, гражданам Украины, иностранцам в связи с оккупацией Крыма, на Российскую Федерацию. Кроме того, закон гарантирует физическим и юридическим лицам сохранение за ними права собственности на имущество, если оно приобретено в соответствии с украинским законодательством.
Закон не признаёт всеобщего автоматического приобретения российского гражданства жителями Крыма. Таким образом, крымчане, получившие российский паспорт, сохраняют за собой гражданство Украины при наличии у них украинского паспорта. Кроме того, закон гарантирует всем крымчанам право свободного передвижения по территории Украины как её гражданам, равно как и право гражданам Украины свободно пересекать границу с Крымом при условии предъявления документа, подтверждающего гражданство Украины. В то же время для иностранцев и лиц без гражданства вводится особый порядок въезда на территорию Крыма и выезда с неё, который предусматривает получение специального разрешения и создание особых пунктов въезда-выезда. Порядок въезда и выезда иностранцев и лиц без гражданства устанавливается Кабинетом Министров Украины. За нарушение этого порядка вводится уголовная ответственность.
Также закон определяет, что на территории Крымского полуострова не проводятся голосования граждан во время проведения выборов президента Украины, народных депутатов Украины и всеукраинских референдумов.
Законом также регулируется выплата пенсий и пособий по безработице гражданам Украины, проживающим в Крыму, при условии, если они отказались от такой помощи России. Крымские судьи имеют право на перевод в другие суды на материковой части Украины.

### Регулирование экономической деятельности в Крыму
Окончательная версия закона более не содержит статьи об осуществлении экономической деятельности на территории Крымского полуострова. Министерству экономики Украины поручена подготовка отдельного законопроекта, который будет регулировать вопросы экономической деятельности в Крыму. Впоследствии такой закон — Закон Украины «О создании свободной экономической зоны „Крым“ и об особенностях осуществления экономической деятельности на временно оккупированной территории Украины» (укр. Закон України «Про створення вільної економічної зони „Крим“ та про особливості здійснення економічної діяльності на тимчасово окупованій території України») — был принят.
Изначальная же версия законопроекта, принятая в первом чтении, предусматривала введение особого порядка осуществления экономической деятельности на территории Крымского полуострова.
В то же время на территории полуострова запрещается ряд видов хозяйственной деятельности:
- любая хозяйственная деятельность (предпринимательская и некоммерческая хозяйственная деятельность), если она подлежит государственному регулированию, в частности лицензированию, получению разрешительных документов, сертификации и т. п.;
- ввоз и/или вывоз товаров военного назначения;
- организация железнодорожных, автомобильных, морских, речных, паромных, воздушных сообщений;
- пользование государственными ресурсами, в том числе природными, финансовыми, кредитными;
- осуществление денежных переводов;
- финансирование перечисленной деятельности или содействие ей другими способами.

## Критика законопроекта

### Реакция России
Законопроект стал одной из основных тем обсуждения на прошедшем 26 марта 2014 года заседании рабочей группы при спикере Государственной думы РФ Сергее Нарышкине по анализу принимаемых на Украине правовых актов. По словам заместителя руководителя аппарата Госдумы Юрия Шувалова, этот законопроект противоречит правам граждан России, поэтому Госдума будет использовать все возможные инструменты, чтобы обратить на это внимание международных правовых организаций. Членами рабочей группы было принято решение направить жалобы в Европейский суд по правам человека по факту нарушений прав человека на Украине.
Заместитель председателя комитета по экономической политике, инновационному развитию и предпринимательству Государственной думы Виктор Звагельский считает, что данный законопроект продиктован политическими, а не экономическими соображениями и не соответствует нормам международного права, поскольку Россия и Украина не разрывали дипломатических отношений.

### Мнения экспертов
По словам эксперта по международному праву, профессора Лондонской школы экономики Стивена Хэмфриса, украинский «закон об оккупации» не будет иметь никакого статуса в международном праве кроме засвидетельствования особого мнения Украины. Этот закон может лишь привлечь международное внимание к точке зрения Украины на происходящее в Крыму, поскольку оккупация — это фактическое состояние, а не юридическая норма. Поэтому ни ООН, ни парламент какой-либо страны не могут объявить территорию оккупированной, если на ней не находится враждебная армия или если эта армия не контролирует ситуацию. С другой стороны, оккупация может иметь место, даже если никто её не признает.

### Мнения организаций
В ходе обсуждения законопроекта Агентство ООН по делам беженцев на Украине выражало озабоченность в связи с тем, что его принятие может осложнить или сделать практически невозможным для определённых лиц посещение членов семьи, получение медицинской помощи или распоряжение своей собственностью в Крыму.
Федерация работодателей Украины (ФРУ) просила и. о. президента Украины Александра Турчинова не допустить принятия данного законопроекта без проведения консультаций, так как, по мнению ФРУ, текст документа содержит много рисков для украинского бизнеса. Торговая палата США также выражала опасение в связи с тем, что принятие законопроекта в редакции, предусматривавшей общий запрет хозяйственной деятельности в Крыму, могло привести к большим потерям для украинских компаний, потере тысяч рабочих мест и росту социальной напряжённости в регионе.

## Последствия и поправки
Иностранцы и лица без гражданства должны въезжать на территорию Крыма по украинским визам и соблюдать на полуострове украинское законодательство. Такое заявление было сделано МИДом Украины. В противном случае нарушения могут повлечь за собой ответственность в соответствии с законодательством Украины, а также привести к наложению санкций. В то же время МИД России заявил о том, что для въезда иностранцев и лиц без гражданства на территорию Крыма необходимо получение российской визы.
В августе 2014 года Верховной радой Украины также был принят специальный закон «О создании свободной экономической зоны „Крым“», которым определяются особенности осуществления экономической деятельности на территории свободной экономической зоны (СЭЗ) в пределах Автономной Республики Крым и города Севастополя сроком на 10 лет с момента вступления закона в силу. Согласно этому закону, на территории СЭЗ не взимаются общегосударственные налоги и сборы, в том числе сборы на обязательное государственное пенсионное страхование. Закон устанавливает, что физические лица, пересекающие административную границу СЭЗ «Крым», подпадают под нормы раздела XII «Особенности пропуска и налогообложения товаров, которые перемещаются (пересылаются) через таможенную границу Украины гражданами» Таможенного кодекса Украины. За гражданами Украины сохраняется право свободного пересечения административной границы СЭЗ Крыма с территории Украины при условии предъявления любого документа, определенного в статье 5 Закона «О гражданстве Украины» или в статье 2 Закона «О порядке выезда с Украины и въезда на Украину граждан Украины»; а также право пересечения административной границы СЭЗ «Крым» из-за пределов (за пределы) государственной границы Украины при условии предъявления любого из документов, определенных в статье 2 Закона «О порядке выезда с Украины и въезда на Украину граждан Украины».
В сентябре 2015 года Верховная рада Украины установила в качестве официальной даты начала временной оккупации полуострова российскими войсками 20 февраля 2014 года — дату «нарушения Вооружёнными силами РФ порядка пересечения российско-украинской границы». Ранее, в соответствии с законом Украины «О создании свободной экономической зоны „Крым“ и об особенностях осуществления экономической деятельности на временно оккупированной территории Украины», началом временной оккупации АР Крым и г. Севастополя считалась дата вступления в силу Резолюции Генеральной ассамблеи ООН № 68/262 от 27 марта 2014 г. о поддержке территориальной целостности Украины.
17 марта 2015 года Верховная рада Украины приняла постановление «О признании отдельных районов, городов, посёлков и сёл Донецкой и Луганской областей временно оккупированными территориями», а 18 января 2018 года приняла закон «Об особенностях государственной политики по обеспечению государственного суверенитета Украины над временно оккупированными территориями в Донецкой и Луганской областях», который, «с учётом необходимых изменений», распространил действие закона «Об обеспечении прав и свобод граждан и правовом режиме на временно оккупированной территории Украины» (кроме норм о порядке въезда и выезда и о территориальной подсудности дел) на неподконтрольную Украине часть территорий Донецкой и Луганской областей.
В середине марта 2021 года президент Украины Зеленский подписал разработанную СНБО «Стратегию деоккупации и реинтеграции Автономной Республики Крым и города Севастополя», в которой заявлено, что Киев применит для возвращения этой территории меры «дипломатического, военного, экономического, информационного, гуманитарного и иного характера».
1 июля 2021 года Верховная рада приняла закон об отмене свободной экономической зоны в Крыму, документ был подписан президентом Украины Зеленским 19 августа 2021 года и вступает в силу с 21 ноября 2021 года.